# Tachybaptus
Tachybaptus – rodzaj ptaków z rodziny perkozów (Podicipedidae).

## Zasięg występowania
Rodzaj obejmuje gatunki występujące w Eurazji, Australazji, Afryce i obu Amerykach.

## Morfologia
Długość ciała 21–29 cm, masa ciała 100–236 g.

## Systematyka

### Etymologia
- Tachybaptus (Tachybaptes): gr. ταχυς takhus „szybko”; βαπτω bapto „zanurzyć się”[8].
- Limnodytes: gr. λιμνη limnē „staw, moczary”; rodzaj Dytes Kaup, 1829 (perkoz)[9]. Gatunek typowy: Colymbus dominicus Linnaeus, 1766.
- Dominicus: epitet gatunkowy Colymbus dominicus Linnaeus, 1766; Santo Domingo lub San Domingo (obecnie wyspa Haiti), Indie Zachodnie[10]. Nazwa zastępcza dla Limnodytes Oberholser, 1974.

### Podział systematyczny
Do rodzaju należą następujące gatunki:
- Tachybaptus rufolavatus (Delacour, 1932) – perkozek długodzioby – takson wymarły pod koniec XX wieku[12].
- Tachybaptus ruficollis (Pallas, 1764) – perkozek zwyczajny
- Tachybaptus novaehollandiae (Stephens, 1826) – perkozek australijski
- Tachybaptus pelzelnii (Hartlaub, 1861) – perkozek białosmugi
- Tachybaptus dominicus (Linnaeus, 1766) – perkozek białoskrzydły

Ksepka i Kammerer (2013) proponują przeniesienie T. dominicus do monotypowego rodzaju Dominicus.